# Marché couvert de Nussdorfer Straße

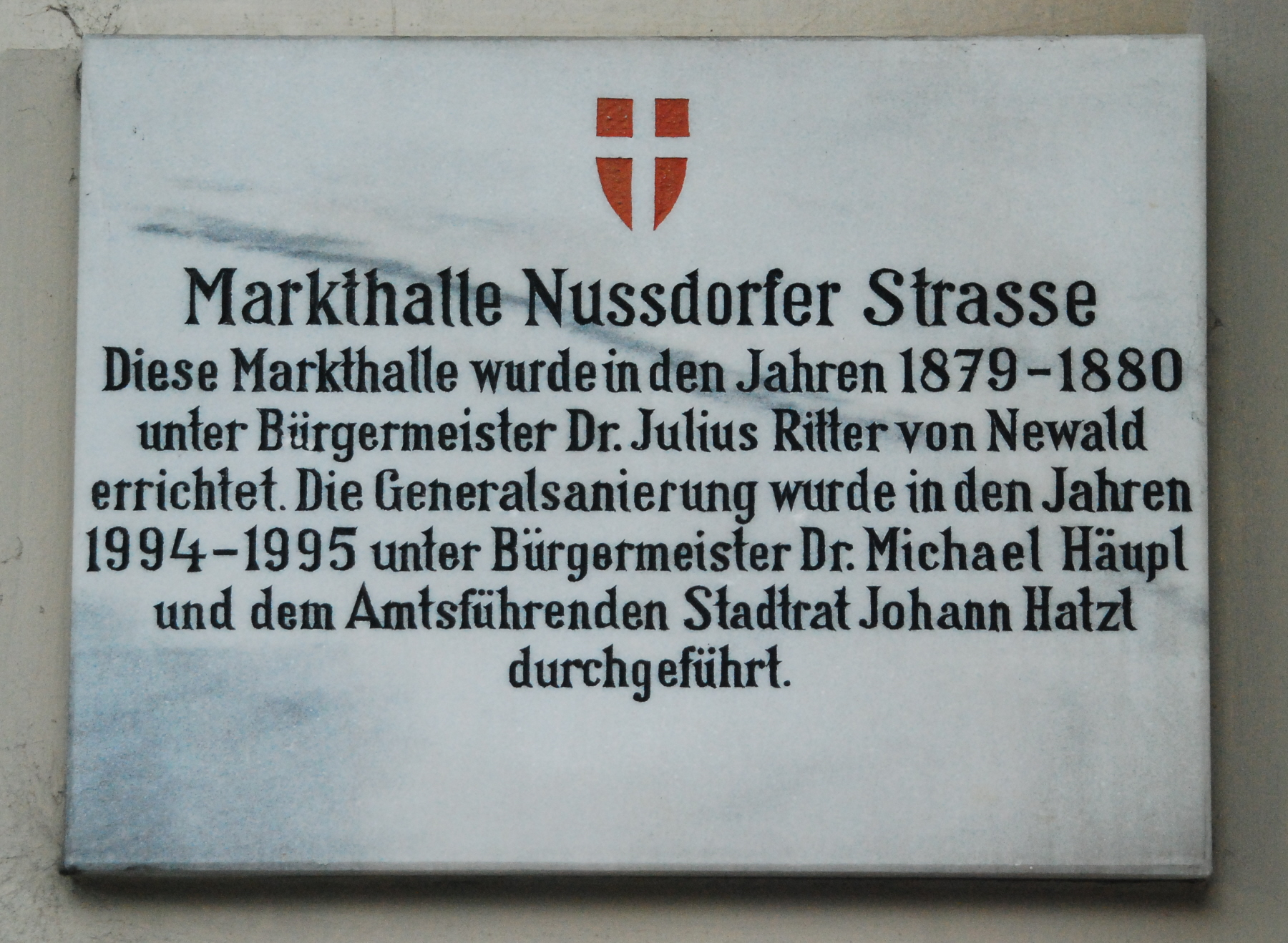
Halle de marché Nussdorfer Straße – plaque

Le Marché couvert de Nussdorfer Straße (Markthalle Nussdorfer Straße), située dans le district d'Alsergrund à Vienne, est la dernière halle existante de Vienne et un bâtiment classé.

## Histoire

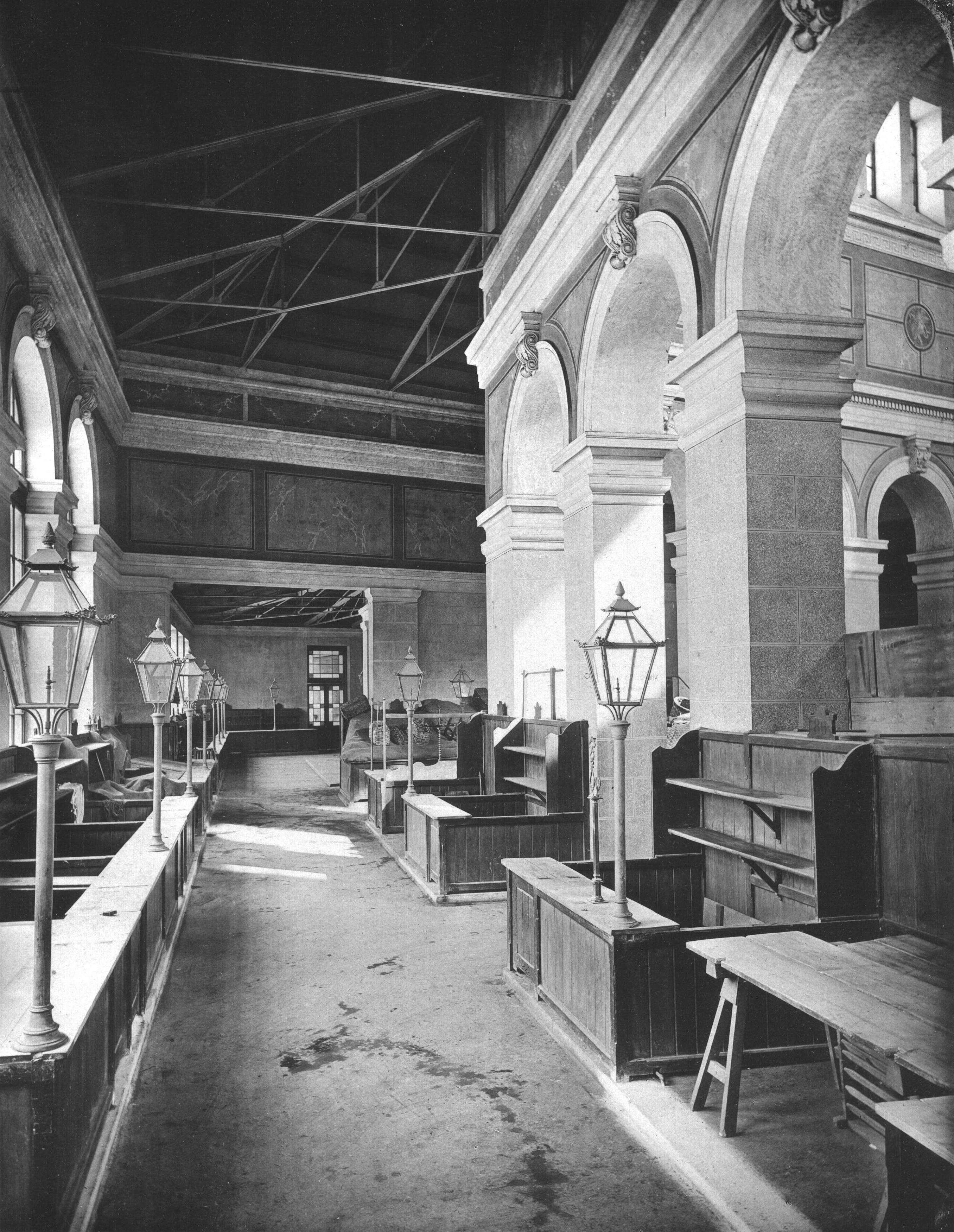
Intérieur des halles de la Nussdorfer Straße, vers 1885

Les premières halles de Vienne ont été construites en 1864 pour le marché Tandel près de la Caserne Rossauer et sur la Landstrasse. Afin de provoquer une baisse des prix grâce à davantage de marchés et donc plus de concurrence, le conseil local a créé une commission pour les halles et leur construction. Cependant, faute d'argent, seule la Zedlitzhalle (1er arrondissement), ouverte en 1871, fut construite.
En 1879, il fut décidé de construire quatre autres halles de marché, cette fois en brique, dont celle-ci.
Depuis 1958 environ, des discussions ont eu lieu pour démolir la halle du marché et la reconstruire à un autre endroit, mais les discussions ont échoué en raison de la question du nouvel emplacement. En novembre 1971, les débats concernés sont provisoirement terminés et la rénovation du marché est annoncée. L'existence a d'abord été pérennisée pendant une dizaine d'années, puis, en raison des plans d'extension du métro de Vienne, les halles auraient dû céder la place à la construction d'une station pour la ligne U6.
Après l'achèvement des travaux de rénovation commencés en 1972, l'horaire d'ouverture du marché le vendredi a été prolongé de 14h00 à 17h30.

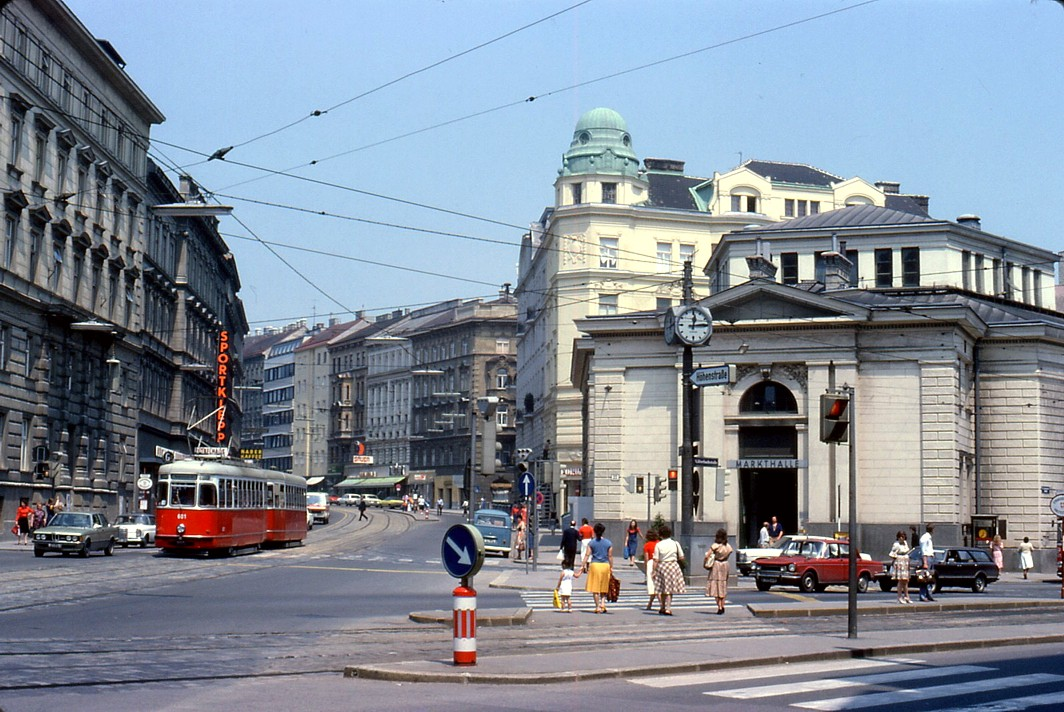
Halle de marché telle qu'elle était en 1979, toujours sans supermarché

De 1994 à 1995, la halle de la Nussdorfer Straße a été reconstruite et rénovée pendant onze mois, l'aspect original du bâtiment historique étant restauré.
Depuis le 1er mars 2002, la halle de Nussdorfer Straße a été utilisée comme succursale par une chaîne de supermarchés.

## Description
La halle du marché de la Nussdorfer Straße a été construite comme un bâtiment indépendant sur un terrain à peu près triangulaire comme un bâtiment à cinq côtés sur la base des plans de Friedrich Paul. Le bâtiment historique a une entrée sur la Nussdorfer Straße et l'Alserbachstraße.
L'entrée donnant sur la Nussdorfer Straße présente un portail en saillie en forme d'édicule toscan flanqué de surfaces rainurées. Cette conception a également été adoptée sous une forme simplifiée et réduite pour l'entrée donnant sur l'Alserbachstrasse.

## Liens web
- Detailmarkthallen im Wien Geschichte Wiki der Stadt Wien
- Bilder aus der „alten“ Markthalle